# جبل دالو
جبل دالو (بالصومالية: Buurta Daalo)‏ هو جبل ومنتزه وطني في منطقة سناج الشرقية في أرض الصومال. وجزء من جبال أوغو.
يعد جبل دالو مثالًا رئيسيًا على البرية البكر، وهي غابة كثيفة على جرف من الحجر الجيري والجبس بالقرب من قاعدة جبل شيمبريس التي تعد أعلى قمة في أرض الصومال.
دالو تاريخياً يسكنها الأجداد القدامى لمعظم القبائل الصومالية الأصلية.حيث يبلغ عمر بعض الأشجار الموجودة فيه أكثر من 1000 عام.
وأيضا العديد من النباتات من المتنزه لها قيمة طبية.